# Africa's Children-Africa's Future
Africa's Children-Africa's Future (AC-AF) è stata fondata nel 2006 ed è stata riconosciuta come una organizzazione caritatevole nel 2009. L'organizzazione ha condotto un programma in Canada e in Tanzania per incoraggiare l'empowerment dei bambini e dei giovani in risposta alle varie sfide poste dalla pandemia dell'AIDS. Il programma di AC-AF ha offerto risposte di base e soluzioni sostenibili per costruire, rafforzare e sostenere le risorse delle comunità locali. A causa delle riforme significative alle opportunità di finanziamento, l'organizzazione è stata costretta a chiudere nel 2014.

## Struttura dell'organizzazione

### Governance
AC-AF è stato gestita da un consiglio di amministrazione. Il consiglio ha avuto diversi ruoli in tutta la durata della vita dell'organizzazione da semplici consiglieri ad impegnarsi direttamente nella raccolta di fondi e nella gestione del programma. 

### Operazioni
Le operazioni quotidiane in Tanzania e in Canada sono state supervisionate da un direttore esecutivo. Il direttore esecutivo ha riferito direttamente al Consiglio di Amministrazione. Il team tanzaniano è stato supervisionato da un Supervisore Nazionale. Un responsabile del programma riferiva direttamente al supervisore del paese. I responsabili del progetto e dei volontari rispondevano al Program Manager. La squadra canadese era composta da tirocinanti e volontari che riferivano al direttore esecutivo. 

## Programmazione
La programmazione di AC-AF ha raggiunto un pubblico incredibilmente ampio. L'organizzazione ha assistito circa 8000 bambini e giovani. Ha lavorato principalmente con orfani e bambini vulnerabili in Tanzania. 

### Programma: orfani e bambini vulnerabili
Il programma di sostegno per orfani e bambini vulnerabili (OVCSP) è stato un programma olistico basato sui diritti che mirava a garantire un futuro migliore per i bambini affetti da AIDS. AC-AF ha sottolineato il legame diretto tra i bambini colpiti dall'AIDS e le ingiustizie strutturali e le sfide sistemiche che devono essere superate per un cambiamento durevole. L'approccio di AC-AF ha coinvolto riunioni settimanali di gruppo per i partecipanti, riunioni individuali e familiari e il coordinamento con le istituzioni competenti (ad esempio le scuole). Il programma ha avuto sei elementi principali in cui tutti i bambini e giovani iscritti alla programmazione hanno partecipato: 
- Parità di genere - AC-AF ha fornito pari opportunità per ragazzi e ragazze durante tutto il programma.
- Accesso all'istruzione - AC-AF ha lavorato per garantire che tutti i bambini nel programma siano stati forniti di una adeguata istruzione formale attraverso il sistema educativo del governo.
- Accesso alla sanità - AC-AF ha promosso buone prassi per i bambini e giovani per una migliore comprensione delle abitudini per rimanere in buona salute e per garantire un trattamento adeguato quando necessario. AC-AF si è concentrata anche sul rafforzamento dell'adesione per quei bambini che vivono con l'HIV e sul trattamento anti-retrovirale
- Supporto psicosociale - Il sostegno psicosociale (PSS) è un approccio che mira a trattare sia gli effetti psicologici che sociali su una persona sviluppando meccanismi di coping per superare le sfide presentate in ogni giorno. I bambini con cui AC-AF ha lavorato hanno affrontato sfide significative a causa dell'HIV o per aver perso i loro cari (in particolare i genitori) a causa di malattie legate all'AIDS.
- Prestiti di microcredito comunitario - Le famiglie sono state aiutate con prestiti sotto forma di microcredito per garantire che avessero cibo e la copertura di tutti i costi legati alla scuola. Tutti i rimborsi dei prestiti (con un basso tasso di interesse) sono stati fatti al responsabile della comunità permettendo a nuove famiglie di essere invitate nel programma. Ci sono state due differenze fondamentali tra i modelli di microcredito di altre organizzazioni e quello di AC-AF. In primo luogo, AC-AF ha fornito prestiti alle persone al di sotto dei 18 anni. Questo era l'unico programma noto nel suo genere nel mondo. In secondo luogo, mentre i prestiti nel microcredito sono generalmente utilizzati per sviluppare iniziative imprenditoriali, lo scopo dei prestiti AC-AF era quello di coprire i costi di vita e delle tasse per la formazione.
- Sviluppo professionale giovanile - lo sviluppo professionale giovanile (YPD) ha fornito posti di lavoro simili a quelli di apprendistato in una varietà di imprese locali. Questa formazione e apprendistato comprendevano varie competenze di mestieri specializzati in contabilità e altre discipline professionali

### Club del doposcuola
Sono state utilizzate varie attività per incoraggiare una migliore comprensione dei temi insegnati a scuola, nonché per migliorare le abilità nella lingua inglese degli studenti. Il Club del doposcuola sembrava andare oltre i metodi tradizionali di insegnamento trovati nelle scuole, fornendo un ambiente sicuro e stimolante in cui imparare. Ha esposto i bambini a nuove idee e modi di apprendimento che li hanno aiutati a comprendere i concetti che stavano imparando a scuola e sviluppare la loro creatività. Attività incluse:
- Competenze informatiche
- Apprendimento informatico
- Progetti d'arte
- Lettura individuale (inglese e swahili)
- Narrativa
- Competenze numeriche
- Giochi - ogni gioco si è concentrato su un elemento di apprendimento.

Questo programma comprendeva anche lo sviluppo di una piccola biblioteca che includeva la narrativa (in inglese e swahili), non-fiction e una raccolta di libri di testo della scuola primaria per tutte le annualità. La disponibilità di libri di testo all'interno della libreria AC-AF consentiva ai partecipanti (inclusi i partecipanti OVCSP) di avere accesso diretto, che altrimenti non avrebbero avuto.

### tu+me=noi (u+me=we)
tu + me = noi (u+me=we) era un programma di educazione e sensibilizzazione che ha permesso ai bambini e ai giovani di impegnarsi attivamente nelle questioni che riguardavano l'HIV e l'AIDS. Esso comprendeva 3 laboratori specializzati su misura e arte usata per consentire ai partecipanti di imparare creativamente e esprimere le proprie idee e reazioni. Lavorando nelle scuole, centri di comunità e altri gruppi con i bambini vulnerabili, AC-AF ha fornito un ambiente sicuro dove i bambini potevano fare le domande che altrimenti sarebbero state troppo imbarazzanti da chiedere. In Tanzania, Workshop 1 e 2 ha coinvolto due laboratori intensivi che hanno fornito informazioni sull'HIV e sull'AIDS. Le informazioni erano complete e si basavano sulla prevalenza dell'Hiv in Tanzania e sull'impatto quotidiano sulla comunità. Argomenti inclusi: 
1. Che cosa sono l'HIV e l'AIDS?
2. Prevenire la trasmissione sessuale dell'HIV
3. Sessualità, trasmissione dell'HIV e Sesso più sicuro (incluse le dimostrazioni dell'uso del preservativo)
4. Prevenire la trasmissione non sessuale dell'HIV
5. Analisi
6. Sintomi
7. Trattamento
8. Gli impatti sociali e strutturali dell'HIV e dell'AIDS Genere e HIV

Il Workshop 3 ha coinvolto l'espressione attraverso l'arte. AC-AF ha introdotto i partecipanti ad un progetto u + me = we, che ha dato loro l'opportunità di esprimere le loro opinioni e condividere queste espressioni con i giovani in tutto il mondo. Questo workshop ha permesso di riflettere l'influenza culturale nella comprensione della malattia. L'opera che i bambini e la gioventù forniti in questi workshop sono stati utilizzati per creare una consapevolezza su scala locale e globale. 
In Canada, questo programma aveva in gran parte la stessa struttura, anche se includeva anche una sezione sulle iniquità globali e il loro impatto sui bambini e sulla gioventù. Nel corso della vita dell'organizzazione sono stati condotti oltre 300 workshop. 
Inoltre il programma u + me =  we si è concentrato sulla diffusione generale e la consapevolezza sull'HIV e l'AIDS nella comunità più grande. Ciò è stato possibile attraverso mostre di opere d'arte che i partecipanti hanno completato. Il più grande evento di sensibilizzazione è stato l'evento Walk the Truth Gala presso la National Art Gallery of Canada durante la Ottawa Fashion Week 2011 che presentava talenti di moda, arte e divertimento durante una raccolta fondi di beneficenza.

### Evento: World AIDS Day
I volontari e il personale di AC-AF hanno condotto numerose attività World AIDS Day (WAD) in Canada e in Tanzania. In Canada, l'evento più visibile è stato la raccolta di fondi presso le stazioni TTC (Toronto Transit Commission). Questa raccolta fondi ha contribuito a coprire il budget operativo dell'organizzazione, aumentando la consapevolezza del mandato e del lavoro dell'organizzazione. In Tanzania, gli eventi WAD si sono svolti ogni anno per i bambini, i giovani e le comunità più grandi. I giorni furono pieni di spettacoli artistici e attività di sensibilizzazione e attività che evidenziano le iniziative di u + me = we. 

## Fondatori
AC-AF ha raggiunto il suo successo grazie alle generose donazioni da parte di individui, aziende, fondazioni e organizzazioni. Le istituzioni che hanno concesso la concessione hanno incluso: 
- Athletes for Africa (A4A)
- Città di Toronto (Global AIDS Initiative)
- Dar es Salaam Goat Races
- Diplomatic Spouses Group (Tanzania)
- Google Grants
- M.A.C. World AIDS Fund
- Schools Without Borders (SWB)
- The Nightingale Company

### Partnerships

#### Le organizzazioni simili
- AIDS Committee of Durham, Canada
- AIDS Committee of Peel, Canada
- AIDS Committee of Toronto, Canada
- Athletes for Africa (A4A), Canada
- CAPAIDS, Canada CATIE, Canada
- CSRAI, Canada
- DWWOTF, Tanzania
- Femina HIP, Tanzania
- Guelph AIDS Society, Canada
- IED, Democratic Republic of the Congo
- PASADA, Tanzania
- PYO-Positive Youth Outreach, Canada
- Project Stitch, Canada
- Safe Spaces, Kenya and Botswana
- SOS Children's Village, Tanzania
- Schools Without Borders (SWB), Canada
- Sudanese Community of Ontario, Canada
- TACAIDS, Tanzania
- Toronto Public Health, Canada
- Vancouver AIDS Society, Canada
- YPCV, Tanzania
- Youth Group, Cameroon
- UNAIDS, Global
- Uwanji Carpentry

#### Governo della Tanzania
- Ministero dello sviluppo comunitario
- Ministero della Pubblica Istruzione
- Ministero del genere e dei bambini
- Ministero del Benessere Sociale
- Ministero delle Società Ufficio Nazionale delle Statistiche
- Ufficio dell'ispettorato dell'istruzione per l'area orientale

#### Governo Tanzaniano/Partner Municipali
- Kinondoni Municipal Council
  - Office of the Municipal Director
  - Community Development Department (inc. HIV and AIDS Coordinator)
  - Education Department
- Temeke Municipal Council
  - Office of the Municipal Director
  - Education Department
  - Social Welfare Department
- Ilala Municipal Council
  - Office of the Municipal Director
  - Community Development Department
  - Education Department
- Ubungo Ward
  - Ward Executive Officer
  - Ward Education Officer
  - Ward Community Development Officer
- Street Leaders
  - Kisiwani
  - National Housing
  - Kibo
  - Mlimani
  - Msewe
- Primary Schools
  - Mlimani Primary School, Tanzania
  - Msewe Primary School, Tanzania
  - Mugabe Primary School, Tanzania
  - Ubungo Plaza Primary School, Tanzania
  - Ubungo National Housing Primary School, Tanzania
  - Urafiki Primary School, Tanzania
- Secondary Schools
  - Benjamin Mkapa Secondary School, Tanzania
  - Central Technical School, Canada
  - Jarvis Collegiate Institute, Canada
  - John F. Ross Secondary School, Canada
  - Kambangwa Secondary School, Tanzania
  - Mugabe Secondary School, Tanzania
  - Nevrokopi Secondary School, Greece
  - Perfect Vision High School, Tanzania
  - Rosedale Heights Secondary School, Canada
  - Salma Kikwete Secondary School, Tanzania
  - Thistletown Collegiate Institute, Canada
  - Ubungo Modern Secondary School, Tanzania
  - Vaughn Secondary School, Canada
- Hospitals (Tanzania)
  - ARV Clinic, Temeke Government Hospital
  - ARV Clinic, Mnazi Moja Health Centre
- Networks
  - Global Youth Coalition on AIDS
  - Molly's Network
  - Ontario Council for International Cooperation (OCIC)
  - Taking It Global
  - Volunteer Canada
- Fundraising Partnerships
  - Canada Helps
  - Card Swap
  - Charity Challenge
  - Chimp Foundation
  - PayPal (NFP)

## Riconoscimenti
- AIDS 2014 Logo Design: Assistito nell'aiutare l'ingresso di Yohana Haule nel concorso giovanile che poi ha vinto[6].

## Chiusura
Il Consiglio di Amministrazione di AC-AF ha annunciato la sua chiusura alla fine del 2014, ringraziando tutti i propri stakeholder. 